# Kostel svatého Petra a Pavla (Popelín)
Kostel svatého Patra a Pavla v Popelíně je římskokatolický kostel zasvěcený sv. Petru a Pavlovi. Je farním kostelem farnosti Popelín. Je chráněn jako kulturní památka.

## Historie
Výstavba klasicistního kostela započala roku 1784. Roku 1788 byl chrám dokončen a slavnostně vysvěcen. Mezi lety 1889–1890 byl kostel obnoven. Další opravy proběhly roku 1950. Větší opravy pak proběhly ještě mezi lety 2001–2002, kdy byla vyměněna mimo jiné střecha a fasáda kostela.

## Vybavení
V kněžišti se nachází hlavní oltář se svatostánkem a s oltářním obrazem sv. apoštolů Petra a Pavla. Mezi další vybavení zde patří boční oltáře, kazatelna, nebo malovaná křížová cesta. V kostelní zvonici jsou zavěšeny dva zvony. Větší, vážící okolo 300 kg, a malý umíráček.

## Exteriér
Kostel stojí na místním hřbitově s márnicí, nedaleko obecního úřadu. Před chrámem stojí kamenný kříž z roku 1876. Zepředu na zdi kostela se nachází pamětní deska z roku 1884, věnovaná jeho výstavbě. Na východní stěně chrámu jsou instalovány sluneční hodiny z konce 19. století.